# Megachile brethesi
Megachile brethesi är en biart som beskrevs av Carlos Schrottky 1909. Megachile brethesi ingår i släktet tapetserarbin, och familjen buksamlarbin. Inga underarter finns listade i Catalogue of Life.